# 卡尔塞多-德布尔戈斯
卡尔塞多-德布尔戈斯，是西班牙卡斯蒂利亚-莱昂布尔戈斯省的一个市镇。总面积26平方公里，总人口178人（2001年），人口密度7人/平方公里。